# Histoire des Fidji
Classiquement[Pour qui ?], l'histoire des îles Fidji se découpe en quatre périodes distinctes :
- Le peuplement de l'archipel et l'époque pré-européenne (1260 av. J.-C. – 1643) ;
- Les premiers contacts entre Fidjiens et Européens (1643 – 1874) ;
- La période coloniale (1874 – 1970) ;
- Les Fidji depuis l'indépendance.

## Le peuplement des Fidji
Selon l'archéologie, le peuplement des Fidji par des populations austronésiennes aurait débuté au second millénaire avant notre ère. Des fouilles archéologiques réalisées en 2003 par Patrick Nunn et Sepeti Matararaba ont mis en effet au jour ce qui semble être le plus ancien site d'installation humaine découvert dans l'archipel. Ce site se situe dans la localité de Rove-Bourewa au sud-ouest de Viti Levu. Y ont été retrouvées des poteries Lapita remontant d'après la datation au carbone 14 à 1260 avant notre ère. Celles-ci présentent des affinités avec celles retrouvées au Vanuatu, en Nouvelle-Calédonie et à l'est des Salomon, ce qui laisse supposer qu'il s'agit là de l'origine immédiate des premiers Fidjiens. D'autres sites d'habitat situés toujours au sud-ouest de l'archipel (Viti Levu, archipel Yasawa, Kadavu) mais postérieurs d'un ou deux siècles ont également été fouillés. Ces premières colonies Lapita présentent un certain nombre de caractéristiques communes, un emplacement littoral, un espace couvrant environ 1 hectare, ce qui permet de supposer que ces premières communautés villageoises ne dépassaient pas 200 individus. Néanmoins l'archéologie n'a pu déterminer si ces villages étaient issus d'une diffusion à partir de Rove-Bourewa ou liés à des vagues migratoires successives.
Le peuplement de l'intérieur montagneux de Viti Levu semble être quant à lui plus tardif et n'avoir pas débuté avant 500 avant notre ère au plus tôt.
À partir du Xe siècle, la partie orientale des Fidji connut une nouvelle vague migratoire en provenance cette fois-ci de l'est par des populations d'origine tongienne. Celles-ci devaient s'installer dans l'archipel de Lau puis les côtes orientales de Viti Levu et Vanua Levu. Il semble en effet qu'à partir de cette date, il y eut des relations régulières entre Tonga et Fidji, influençant de manière déterminante l'histoire et la culture fidjienne, métissée de traditions mélanésiennes et polynésiennes. Les Fidji se situaient dans la sphère d'influence de l'empire Tu’i Tonga, qui fut établi au Xe siècle et amorça son déclin à partir du XIIIe siècle. C'est, du reste, de Tonga que James Cook entendit pour la première fois parler de Viti, nom donné en tonguien aux îles Fidji.
Au XIIe siècle, il est possible que de nouveaux immigrés soient arrivés aux Fidji en provenance de ce qui est aujourd'hui le Vanuatu, en Mélanésie. Le Sud du Vanuatu connut une éruption volcanique à cette époque ; le style de poterie de cette région y disparut, pour ré-apparaître à la même époque aux Fidji.

## Des premiers contacts à la colonisation (1643 – 1873)

### Les explorateurs européens

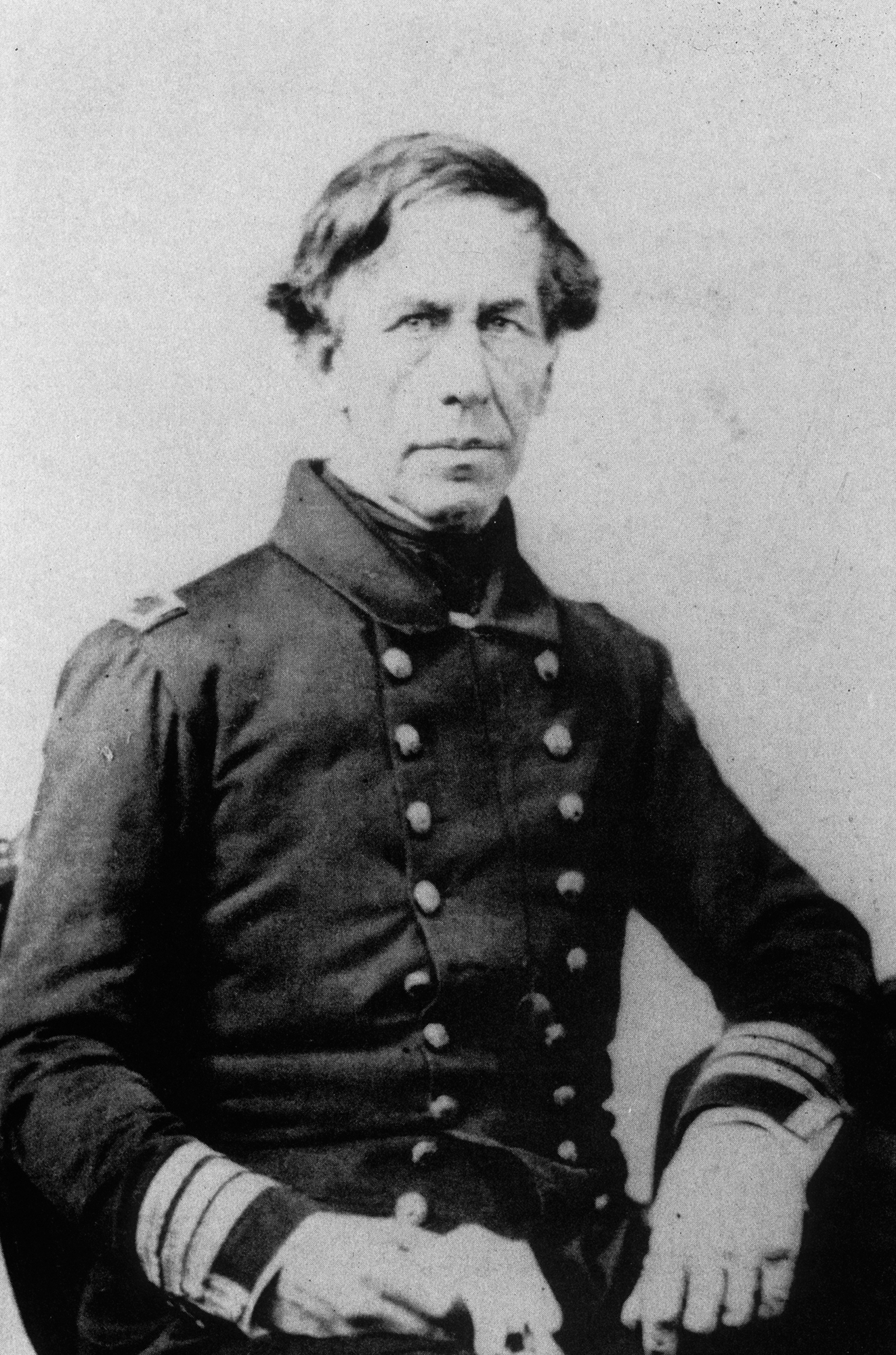
Charles Wilkes

Le 6 février 1643, le navigateur hollandais Abel Tasman, après avoir découvert la Nouvelle-Zélande, passa à l'ouest de Vanua Levu sans y faire escale. Il baptisa celle-ci l'île du Prince-Guillaume (Prinz Willem). Le deuxième Européen à croiser au large de l'archipel fut James Cook qui, lors de son second périple en 1774 aperçut l'île de Vatoa. Vingt ans plus tard en 1789, le capitaine William Bligh traversa le détroit situé entre Viti Levu et Vanua Levu. Cela eut lieu à la suite de la mutinerie de l'équipage de la Bounty, alors que Bligh et ceux qui lui étaient restés fidèles tentaient de rallier à bord d'un radeau la ville de Batavia (Jakarta). Son radeau fut poursuivi pendant plusieurs jours par deux pirogues hostiles qu'il finit néanmoins par distancer.
Par la suite durant toute la première moitié du XIXe siècle, de nombreuses expéditions se succédèrent. Les deux plus notables par leur importance sont sans doute celles de Dumont d'Urville qui y fit deux fois escale en 1827 et 1838 et celle de l'Américain Charles Wilkes en 1840. Ce dernier eut des contacts difficiles avec les Fidjiens. Ayant entendu dire que le grand chef de Rewa (Sud-Est de Viti Levu) était responsable du massacre de l'équipage d'un navire marchand américain en 1834, il le fit arrêter dans le but de le faire juger et emprisonner aux États-Unis. Mais il devait décéder quelques jours avant le retour de l'expédition à New York. Wilkes fit également raser un village sur l'île de Malolo (archipel du Yasawa), à la suite d'un vol d'instruments de bord par ses habitants. Le lendemain, ces derniers attaquèrent à leur tour le bateau. L'assaut fut repoussé faisant plus de 50 morts parmi les Fidjiens.

### Santaliers et «beachcombers» (écumeurs de grèves)
Les premiers contacts réguliers entre Européens et Fidjiens commencèrent au début du XIXe siècle, après la découverte en 1800 de santal par les naufragés du navire Argo, qui s'était échoué sur Viti Levu. L'exploitation du santal débuta peu après et perdura jusqu'en 1814, date à laquelle les ressources s'épuisèrent. Cela causa l'installation à demeure des premiers papalagi (Européens), dont Lockerby, Dillon, Oliver Slater. L'un d'eux, un Suédois surnommé « Charles le Sauvage », Charles Savage (en) (1760 ?-1813), un beachcomber, est un des personnages des événements de 1813 (massacre, festin cannibale). Il gagna peu à peu en influence sur la grande chefferie de Bau, chefferie qui devait par la suite jouer un rôle important dans l'histoire fidjienne.
Après le santal, les Européens trouvèrent à partir de 1820 une nouvelle ressource à exploiter, le concombre de mer appelé également bêche de mer et dont les Chinois raffolaient. De nouveau cela entraîna une nouvelle vague d'installation d'Européens qui devaient s'assurer la coopération des chefferies fidjiennes, leur procurant en échange armes et munitions.

### Les missionnaires
La première tentative d'évangélisation de l'archipel revint à la London Missionary Society (congrégationaliste) qui, en 1830, installa deux catéchistes tahitiens sur l'île d'Oneata (archipel de Lau). Cette première mission ne connut néanmoins qu'un succès mitigé. En 1835, la Wesleyan Missionary Society (méthodiste), qui ne souhaitait pas laisser le champ libre à la LMS avec qui elle se livrait à une guerre d'influence dans la région, envoya sur place deux missionnaires britanniques, William Cross et David Cargill. Ils se firent accompagner d'un Tongien déjà converti espérant jouer sur les relations anciennes entre les deux archipels. Ils s'installèrent sur l'île de Lakeba dont le chef, Taliai Tupou (en), Tui Nayau (chef de Nayau) était considéré comme le souverain du Lau. S'ils furent accueillis correctement, les Lakebans se montrèrent néanmoins peu intéressés par la nouvelle doctrine. De plus, les deux hommes se rendirent bientôt compte que Tui Nayau craignait s'il se convertissait, des représailles de la grande chefferie Bau, une petite île située à peu de distance, à l'est de Viti Levu, dont le pouvoir n'avait cessé de s'accroître depuis le début du XIXe siècle. Cross s'y rendit en 1838. Il y fut accueilli froidement par son chef (Ratu) Tanoa Visawaqa alors en pleine guerre avec la tribu Rewa (Sud-Est de Viti Levu) pour le contrôle de l'île (voir paragraphe suivant). Ce n'est finalement qu'en 1854 que Seru Epenisa Cakobau, le fils de Tanoa, accepta finalement à contrecœur de se convertir.
Il fallut toutefois attendre les années 1880 pour que l'ensemble des tribus de l'archipel se convertisse et en particulier celle de l'intérieur de Viti Levu, les kai colo (gens de la montagne). La christianisation de ces tribus donna lieu à l'un des épisodes les plus fameux du martyrologe missionnaire, le meurtre du révérend Baker. En 1867, Baker, accompagné de neuf Fidjiens, décida de remonter la vallée de la Sigatoka pour prêcher la « Bonne Parole » aux kai colo. Voyant cette intrusion comme une menace de Cakobau sur leur indépendance, les habitants de Nubutautau les tuèrent, lui et ses compagnons, avant de les découper en morceaux qui furent ensuite en rituel d'alliance, distribués à toutes les tribus de la région.

### La situation politique fidjienne durant la première moitié duXIXesiècle
Au début du XIXe siècle, l'ensemble de l'archipel fidjien était divisé en sept chefferies principales.
- Rewa, Verata et Bau se partageant la partie littorale de Viti Levu et l'archipel du Lomaiviti[8]
- Cakaudrove, Macuata et Bua sur Vanua Levu
- La confédération Lau

À cela s'ajoutait une multitude de tribus indépendantes à l'intérieur de Viti Levu.

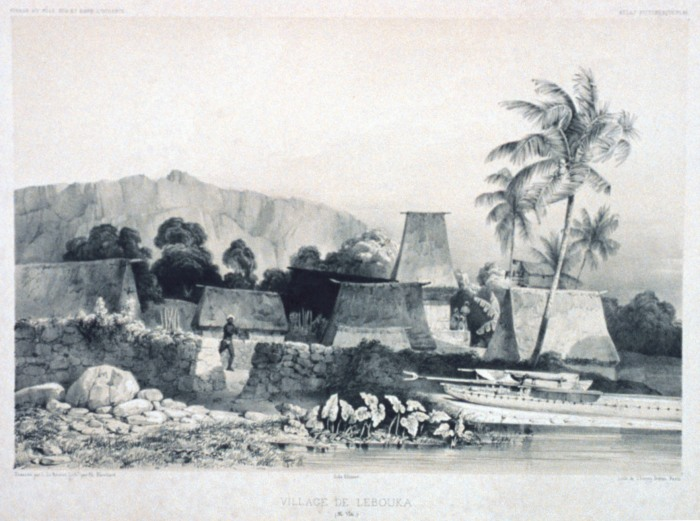
Levuka (île d'Ovalau) en 1838, expédition de Dumont d'Urville.

Parmi ces sept grandes chefferies, Bau bénéficia très vite d'un atout de taille puisqu'elle contrôlait la ville de Levuka, sur l'île d'Ovalau, que les Européens avaient choisi comme principal port d'attache pour leurs santaliers, navires de commerce et baleiniers. Ces derniers fournissaient en particulier aux Bau, des dents de cachalot (tabua), monnaie d'échange traditionnelle entre les chefferies fidjiennes. À cette suprématie économique s'ajoutait un appui logistique et en armes à feu, grâce auxquels le grand chef de Bau, Tanoa puis son fils Cakobau qui lui succéda en 1852, prit en un peu plus d'un demi-siècle le contrôle de l'archipel. En 1808, Tanoa, aidé des armes fournis par « Charles le Sauvage », soumit les Verata. Dans les années qui suivirent, par le jeu d'alliances matrimoniales, Vanua Levu passa également sous son contrôle. Finalement, après des années de conflit larvé, Cakobau défit la chefferie Rewa lors de la bataille de Kaba, le 7 avril 1855. À la suite de cette victoire, il s'autoproclama Tui Viti (roi des Fidji). Néanmoins l'intérieur de Viti Levu lui restait hostile. Quant à l'archipel de Lau, il était dominé depuis 1847 par Enele Maʻafu que son cousin Taufa'ahau Tupou (de son nom de baptême George Tupou Ier), le Roi de Tonga, avait envoyé à Lakeba pour défendre les intérêts de ses amis missionnaires. La conversion de Cakobau en 1854 sur les conseils insistants du roi de Tonga permit aux deux hommes de vivre en bonne intelligence, Ma'afu dépêchant même deux mille guerriers tongiens à Kaba pour assister son allié dans sa lutte contre les Rewa.

### Le règne de Cakobau et la prise de possession britannique
Dans les années 1850, l'installation croissante d'Européens venus exploiter le coprah, aiguisèrent les appétits des puissances étrangères :
- Le Royaume-Uni, qui nomma en 1858 un certain William Thomas Pritchard[9] consul britannique auprès de Cakobau.
- La France de Napoléon III, qui cherchait alors une île exploitable pour fonder un bagne, envoya sur place au début des années 1850 plusieurs navires de guerre. Son choix se porta finalement sur la Nouvelle-Calédonie.
- Les États-Unis, auprès desquels Cakobau s'était endetté en achat de fusils. En 1858 ceux-ci lui réclamèrent 45 000 dollars, le menaçant d'exil s'il n'honorait pas sa dette. Cakobau se tourna alors vers les Britanniques et leur consul Pritchard, à qui il proposa de céder 80 000 hectares de terre en échange du remboursement de sa dette. Après quatre années de tergiversations, Londres refusa finalement la proposition de Cakobau, doutant de sa véritable légitimité sur les terres proposées.

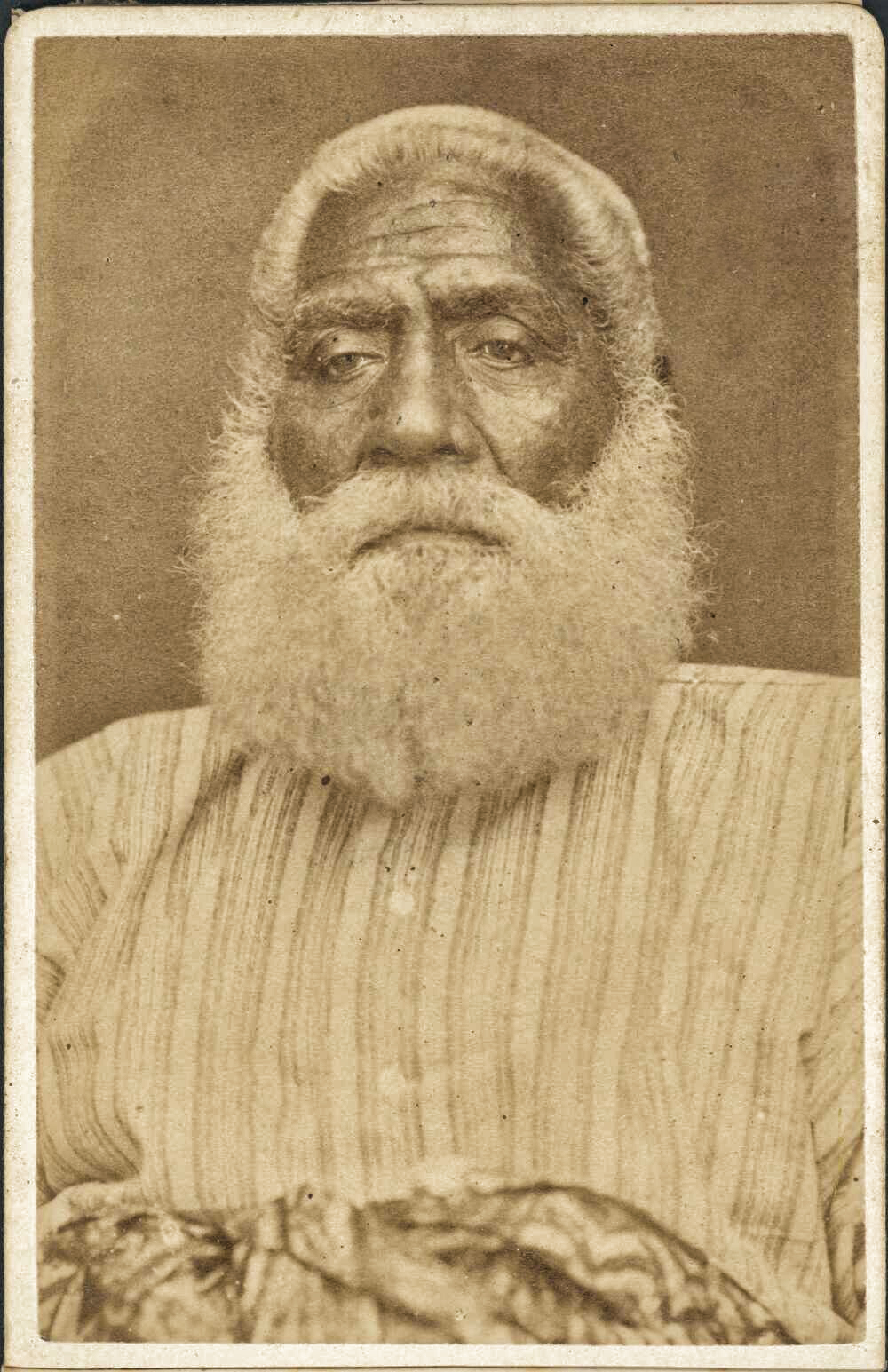
Seru Epenisa Cakobau, Tui Viti des Fidji.

La guerre de Sécession américaine (1861 – 1865) et l'augmentation des prix du coton qui s'ensuivirent, accrut chez les Européens leur intérêt pour l'archipel où le climat favorable et l'abondance de terres offrait des opportunités pour cultiver cette plante. Cela entraîna une nouvelle vague de migrations, cette fois-ci essentiellement d'origine australienne et néo-zélandaise. Ces derniers employèrent pour travailler sur leur plantation des engagés salomonais et néo-hébridais (voir l'article Blackbirding). Prenant une part de plus en plus active dans les affaires fidjiennes et souhaitant la mise en place d'un pouvoir fort et centralisé, ces colons papalagi réussirent en 1871 à convaincre Cakobau de promulguer une constitution de type monarchique avec pour capitale Levuka (île d'Ovalau). Cakobau fut nommé roi tandis que Ma'afu, qui régnait sur la confédération Lau, obtint le titre de vice-roi en échange de son ralliement. Le colon Sydney Burt fut nommé Premier ministre. Parallèlement fut mis en place un système parlementaire bicaméral composé d'un nombre égal de Fidjiens et d'Européens.
Très vite, le régime dut néanmoins faire face à une opposition croissante de la part du consul britannique, qui voyait son influence sur Cakobau décliner au profit du pouvoir grandissant des colons, mais également d'un certain nombre de chefs fidjiens qui refusaient la suprématie de Cakobau auxquels tous y compris Ma'afu finirent par se rallier. À cela s'ajoutaient des conflits fonciers de plus en plus violents entre planteurs et Fidjiens. Face à cette anarchie croissante et afin de conserver ce qui lui restait de pouvoir, Cakobau se résolut en désespoir de cause à se tourner vers Londres. Le 10 octobre 1874 fut signé l'« Acte de Cession » entre la couronne britannique, représentée par le gouverneur de Nouvelle-Galles-du-Sud, Sir Hercules Robinson, le Tui Viti Cakobau, Ma'afu et 11 autres chefs fidjiens. En signe de soumission, Cakobau offrit à la reine Victoria sa massue de guerre.

## Fidji colonial (1874 – 1970)

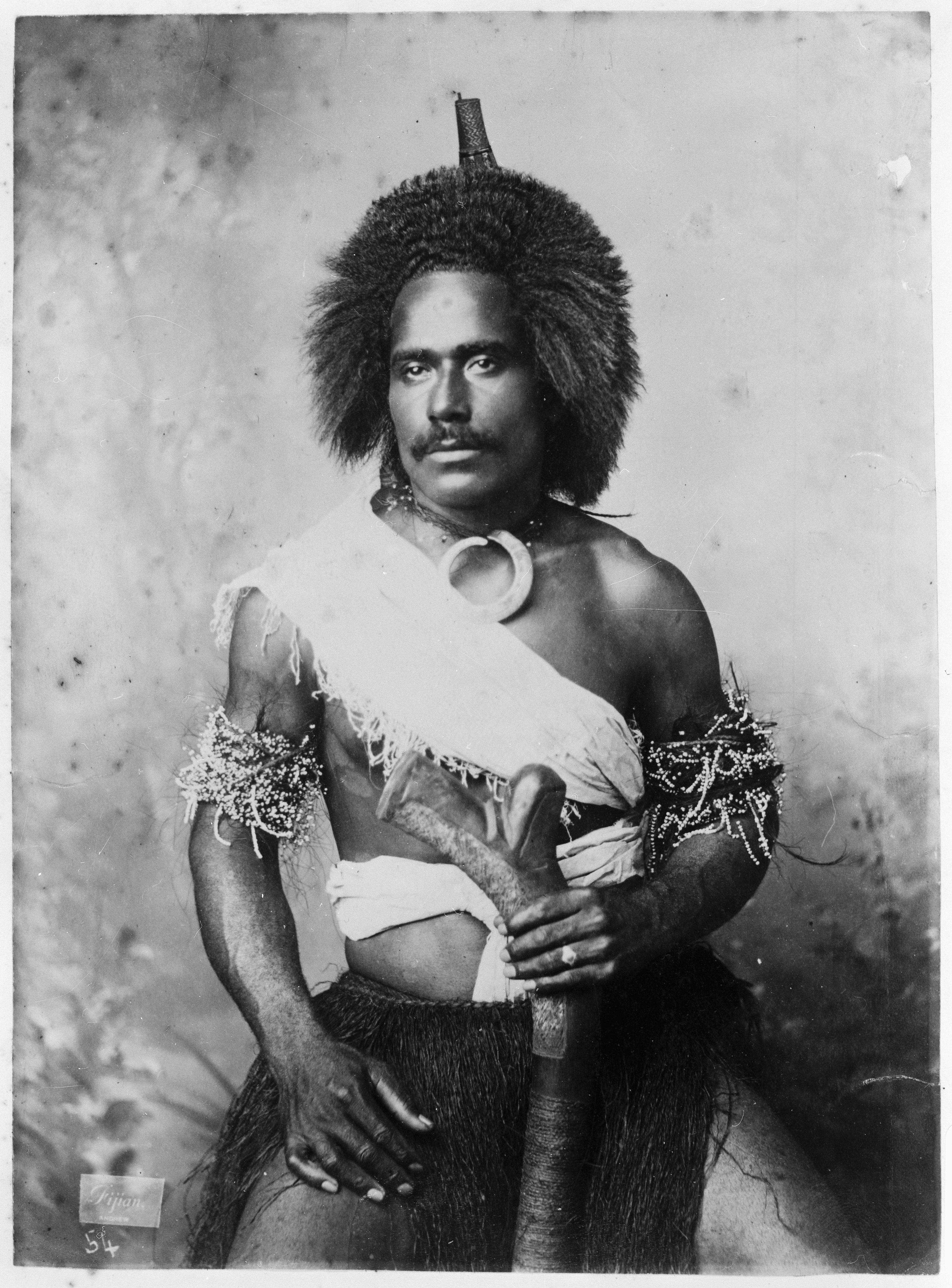
Homme en costume traditionnel, photographié vers 1890 par Thomas Andrew.

### Le règlement du problème foncier et l'arrivée des «Kai India»
Sir Hercules Robinson, qui était venu en 1874 signer le traité de cession, fut nommé gouverneur par intérim avant d'être remplacé l'année suivante par Sir Arthur Gordon. L'historiographie a conservé du personnage l'image d'un gouverneur éclairé quelque peu romantique, ayant sincèrement œuvré pour la défense des intérêts fidjiens. Pour faire cesser l'aliénation foncière des Fidjiens par des Européens à l'appétit grandissant, il fit ainsi voter en 1880 le « Native Lands Ordinance », loi par laquelle la vente de terres à des particuliers était désormais interdite, remplacée par un système de location dont le terme ne pouvait excéder 21 ans.
Pour sortir l'archipel de la situation de crise économique liée à la chute des prix du coton, il eut également l'idée d'introduire dans l'archipel l'industrie sucrière. Toutefois son développement posait un problème de main d'œuvre dont cette industrie était très consommatrice. Les Fidjiens étaient peu enclins à l'effort physique qu'imposait le travail dans les champs de cannes à sucre. Ceux qui s'y essayèrent abandonnèrent rapidement au profit de la culture du coprah et de la banane plus rentable à court terme. Gordon décida alors de faire appel à des engagés d'origine indienne. Il s'agissait de contrat de cinq ans au bout desquels le contractant était libre de rentrer en Inde à ses propres frais ou de signer un nouveau contrat de cinq années supplémentaires. Ce n'est qu'après ces dix années passées à travailler dans les champs de cannes à sucre, que ces Indiens étaient autorisés à s'installer définitivement aux Fidji en achetant des terres à la couronne britannique ou en les louant aux propriétaires coutumiers.
En 1879, un premier navire, le Leonidas, arriva à Suva débarquant 500 de ces travailleurs. En tout jusqu'en 1916 date à laquelle prit fin ce système contractuel, ils furent 61 000 à venir tenter leur chance aux Fidji, transformant de manière durable la structure démographique du pays. Assez rapidement les premières tensions se firent sentir avec les Fidjiens de souche que les Indiens désormais Indo-Fidjiens surnommaient les « jungali ». Toutefois, ces tensions n'opposaient pas seulement Mélano-Fidjiens et Indo-Fidjiens, mais étaient également présentes au sein même de cette communauté indienne et ce, pour plusieurs raisons. Le ratio de 40 femmes pour 100 hommes engagés que les autorités britanniques s'étaient promis de remplir ne fut jamais respecté, entraînant de nombreux conflits parmi la population masculine indienne. À cela s'ajoutait une origine géographique, religieuse et culturelle diverse. Une partie venait du Nord de l'Inde ou du Bengale, d'autres de langue tamoul ou télougou du Sud de l'Inde. On estime sur un plan religieux que 85 % de ces Indiens étaient de confession hindoue, 14 % musulmane, le pour cent restant chrétienne ou sikh.
Les Indo-Fidjiens s'installèrent majoritairement sur la côte ouest de Viti Levu et Vanua Levu où se concentrait l'industrie sucrière et furent à l'origine du développement urbain de villes telles que Sigatoka ou Ba.

### Les évolutions institutionnelles jusqu'en 1960

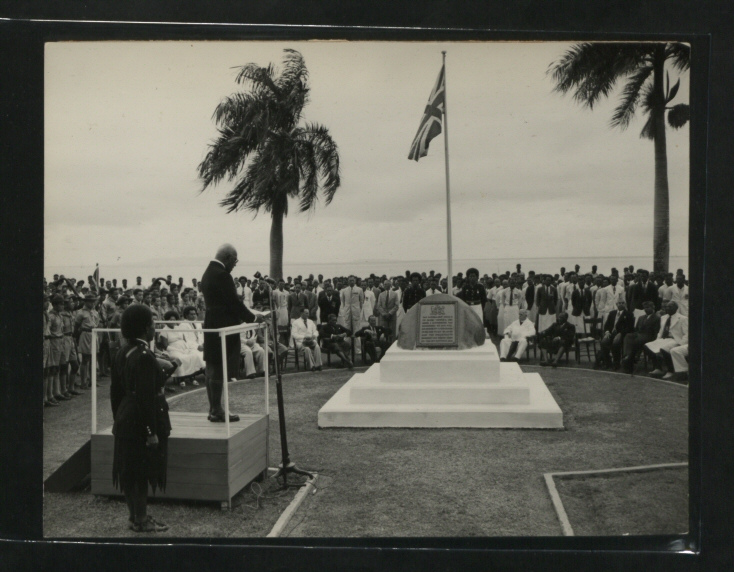
Lala Sukuna en 1954, commémorant les 80 ans de l'entrée des Fidji dans l'Empire britannique.

Le traité de cession de 1874 avait prévu la mise en place d'un Conseil législatif composé de six Européens nommés par le gouverneur. Parallèlement le Conseil des chefs (taukei) était chargé de gérer les affaires considérées comme strictement fidjiennes. En 1904, une réforme du Conseil législatif ouvrit celui-ci à deux représentants fidjiens nommés par le Conseil des chefs.
Ce n'est qu'à partir de 1910 que la communauté indienne commença à réclamer la possibilité d'être représentée au Conseil législatif. Face au refus des autorités britanniques, les Indiens fondèrent la British Indian Association (en). Pour défendre leurs intérêts, ils firent appel à Gandhi, alors jeune avocat soutenant la cause des Indiens d'Afrique du Sud. Celui-ci leur envoya en 1912 Manilal Maganlal (en), avocat également d'origine indienne né sur l'île Maurice. Ce n'est néanmoins qu'en 1916 que celui-ci réussit à faire plier les autorités britanniques, celles-ci acceptant qu'un Indien nommé par le gouverneur, intégrât le Conseil législatif. Le premier représentant indien fut Badri Maharaj, fervent soutien de l'Empire britannique mais peu populaire parmi les siens.
À partir des années 1920, la communauté indienne se fit de plus en plus revendicative. De nombreuses grèves furent organisées, réclamant une amélioration des conditions de travail, l'abolition de certaines lois discriminatoires ainsi que toujours plus de représentativité. Cela aboutit à une première réforme en 1927, permettant au représentant indien de n'être non plus nommé mais élu par ses pairs. Puis en 1937, une nouvelle réforme réorganisant totalement le Conseil législatif fut mise en place. Celui-ci se composait désormais de 16 membres :
- le gouverneur
- 5 issus de la communauté européo-fidjienne (3 élus et 2 nommés)
- 5 issus de la communauté mélano-fidjienne (tous nommés et issus du Conseil de chefs)
- 5 issus de la communauté indo-fidjienne (3 élus et 2 nommés)

En 1946, l'archipel bascula démographiquement. À partir de cette date, le nombre d'Indiens avec 46 % de la population dépassait désormais celui des Fidjiens de souche qui ne représentait plus que 45 % du total, les 9 % restants étant composé majoritairement d'Européens et d'une petite communauté chinoise. Ce fait ainsi que le refus des Indiens sur les recommandations de Gandhi de participer à la Seconde Guerre mondiale et ce contrairement aux Fidjiens (le caporal autochtone Sefanaia Sukanaivalu est décoré de la croix de Victoria à titre posthume pour héroïsme), accrut le fossé entre les deux communautés renforçant d'autant l'alliance objective entre ces derniers et la communauté européenne des Fidji.
Désormais majoritaires, les Indiens commencèrent à réclamer des évolutions vers plus de démocratie et la mise en place d'un système électoral reposant sur le suffrage universel. Ils furent renforcés en cela par le soutien à l'ONU de l'Inde devenue indépendante en 1947. C'est à cette époque qu'émergea comme représentant de cette communauté un certain Ambalal Dahyabhai Patel, brillant avocat né en Inde installé aux Fidji depuis les années 1930.
Malgré ces revendications de plus en plus pressantes, les autorités britanniques soutenues en cela par une majorité de Fidjiens refusaient toutes évolutions qui pourraient leur être défavorables. Pour le grand chef de Bau, Ratu Lala Sukuna, chef naturel de la communauté fidjienne, le partage des rôles devait se faire ainsi : « La terre aux Fidjiens, le travail aux Indiens et le business aux Européens ».
Ce n'est qu'à partir de 1960, à la veille de l'indépendance des Samoa occidentales que le Royaume-Uni pressé par l'ONU, engagea un processus de décolonisation. Celui-ci mit dix ans avant d'aboutir.

### La marche vers l'indépendance (1960 – 1970)
En 1960, le gouverneur britannique Derek Jakeway fit savoir au Conseil législatif que le Royaume-Uni comptait à terme se désengager de l'archipel. Dans l'immédiat celui-ci proposa une nouvelle série de réformes institutionnelles inspirées du modèle anglais, à savoir une chambre haute, le Conseil des chefs, et une chambre basse, le Conseil législatif. Celui-ci était élargi à 38 membres.
- 19 étaient élus au suffrage universel classique, sans tenir compte des critères ethniques.
- 12 (4 pour chaque communauté) étaient élus au suffrage particulier ou communautaire, c’est-à-dire par un corps électoral divisé en trois sur des critères ethniques.
- 4 (2 Indiens et 2 Européens) étaient nommés par le gouverneur.
- 2 étaient nommés par le Conseil des chefs.
- Le gouverneur.

Les élections eurent lieu en 1963. Pour la première fois les femmes quelle que soit leur ethnie purent voter. La même année une double résolution dénonçant d'une manière générale les tergiversations britanniques en matière de décolonisation et demandant pour les Fidji l'accès immédiat à l'indépendance fut votée par l'Assemblée générale de l'ONU. La victoire travailliste aux élections de 1964 et l'arrivée aux affaires de Harold Wilson favorable à un désengagement britannique complet à l'est de Suez, devaient aller dans ce sens. Signe de ce changement, le Colonial Office fut absorbé par le Foreign Office and Commonwealth Office. Paradoxalement, les plus farouches adversaires de l'indépendance fidjienne étaient les Fidjiens eux-mêmes tout au moins sa communauté mélanésienne et son nouveau chef Ratu Kamisese Mara, qui craignaient en raison des évolutions démographiques de perdre tout pouvoir au profit de la communauté indienne en cas d'indépendance. Chacune des communautés s'organisa bientôt en un parti politique structuré. D'un côté l'Alliance Party créé en 1964 par Kamisese Mara, défendait les intérêts mélano-fidjiens auquel s'étaient ralliés une majorité d'Européens ; de l'autre le National Federation Party (NFP) de Patel représentait les intérêts d'une majorité d'indo-fidjiens.
Pour tenter de rapprocher les points de vue et accélérer le processus, le Cabinet Wilson convoqua en 1965 à Londres une conférence constitutionnelle sur la question fidjienne. Mara et Patel échouèrent à s'entendre, chacun campant sur ses positions quant au mode de scrutin et les liens d'éventuelles Fidji indépendantes de la couronne britannique. Mara souhaitait un suffrage communautaire et que les Fidji reste au sein du Commonwealth tandis que Patel était favorable à un suffrage universel complet et des institutions républicaines. Les deux hommes se mirent tout de même d'accord en 1967 sur la mise en place d'un exécutif autonome dont Kamisese Mara prit la tête.
La situation devait néanmoins rester bloquée jusqu'en 1969 date à laquelle décéda Patel. L'arrivée à la tête du NFP de Sidiq Koya, plus souple et ayant de meilleures relations avec Mara permit de trouver une solution de compromis sur la question de la constitution. Les négociations mirent toutefois quelques mois avant d'aboutir et ce n'est qu'en octobre 1970 que les Fidji devint officiellement indépendant lors d'une cérémonie à laquelle assista le Prince Charles, représentant sa mère Élisabeth II.

## Fidji depuis l'indépendance

### Vue d'ensemble
Le régime démocratique fut interrompu par deux coups d'État militaires en 1987, car le gouvernement était perçu comme dominé par la communauté indienne.
La Constitution de 1990 favorisa le contrôle par les indigènes mélanésiens des Fidji mais provoqua une émigration importante de la population indienne. La perte de population eut comme conséquence des difficultés économiques, mais assura la majorité aux Mélanésiens. Les amendements décrétés en 1997 rendirent la constitution plus équitable. Les élections libres et paisibles de 1999 permirent de constituer un gouvernement mené par un Indo-Fidjien, Mahendra Chaudhry, mais celui-ci fut renversé en 2000 lors d'un troisième coup d'État mené par George Speight, un homme d'affaires qui s'appuya sur une rhétorique nationaliste indigène. Speight, soutenu par une milice privée, prit Chaudhry en otage et réclama de nouvelles institutions qui établiraient la suprématie politique des indigènes, et interdiraient à nouveau (comme l'avait fait la Constitution de 1990) l'accès au sommet de l'État à tout Indo-Fidjien. La crise fut désamorcée à travers les efforts de médiation menés par le chef des armées, Frank Bainimarama. Speight fut finalement arrêté et condamné à la prison à perpétuité. Chaudhry demeura néanmoins écarté du pouvoir ; le banquier et homme politique indigène Laisenia Qarase dirigea un gouvernement de transition, avant d'être élu par la voie démocratique en 2001. Il fut réélu en 2006.
Les Fidji ont été à plusieurs reprises un membre important des missions de maintien de la paix de l'Organisation des Nations unies dans diverses régions du monde.
Un nouveau coup d'État militaire, le 5 décembre 2006, voit l'accession au pouvoir du chef des forces armées, le commodore Frank Bainimarama, et le renversement du gouvernement Qarase, jugé coupable par Bainimarama d'avoir attisé les tensions entre les deux principales communautés ethniques (Fidjiens indigènes et Indo-Fidjiens). Le gouvernement de Qarase avait mené une politique de « discrimination positive » favorisant les indigènes, et certains membres du gouvernement avaient tenu des propos racistes et incendiaires à l'encontre des Indo-Fidjiens. La ministre des Femmes, Asenaca Caucau, avait ainsi annoncé devant le Parlement : « Nous devons surveiller de près les Indo-Fidjiens, car ils sont comme des mauvaises herbes. Ils ont tendance à pousser, à saisir et à s'approprier les terres et la nation ». Bainimarama, lui-même indigène, reproche également à Qarase d'être corrompu et d'avoir préparé une législation qui faciliterait l'amnistie pour les complices de Speight. Qarase dément toute accusation de corruption (aucune preuve n'a été trouvée à ce jour), et dénonce le refus de Bainimarama de désamorcer la crise par le dialogue plutôt que par un coup d’État.
Au-delà des aspects électoraux, l'histoire de Fidji est marquée par le bouleversement du climat, l'archipel subissant une multiplication des catastrophes météorologiques. Des réponses adaptatives y sont recherchées dans le mode de vie traditionnel.

### 1970-1977: du temps de laPacific Way
Durant les premières années d’indépendance, les observateurs virent en Fidji un modèle de démocratie et d’harmonie interethnique. Cette harmonie reposait sur le fameux concept inventé par Kamisese Mara de Pacific Way ou « voie pacifique », autrement dit que dans un Pacifique Sud pacifié, tout problème trouvait sa solution dans la négociation, le consensus et la palabre.

#### La Constitution de 1970
À la veille de l’indépendance, Ratu Kamisese Mara (Alliance Party) et Sidiq Koya (National Federation Party) trouvèrent après de difficiles négociations un compromis sur de nouvelles institutions. Comme le voulait l’Alliance Party de Mara, les Fidji restaient au sein du Commonwealth, en conséquence de quoi, le chef de l’État était le souverain britannique représenté sur place par un gouverneur général. Sir Robert Foster, qui occupait le poste de gouverneur depuis 1966, fut confirmé en qualité de gouverneur général jusqu’en 1973, date à laquelle Ratu George Cakobau, lui succéda. Le gouverneur général possédait un droit de dissolution de la Chambre de représentants sur proposition du Premier ministre.
Le système législatif au départ monocaméral fut réformé en 1972 avec la création d’un sénat. Ce sénat se composait à l’époque de 22 membres dont 8 étaient nommés sur proposition du Grand Conseil des Chefs, 7 par le Premier ministre, 6 par le chef de l’opposition et 1 par le Conseil de Rotuma. La chambre basse, appelée Chambre des représentants, était pour sa part constituée de 52 membres élus pour une période de 5 ans selon un double système de scrutin.
- 27 de ses membres étaient élus au suffrage communautaire ou particulier, c’est-à-dire que chaque communauté élisait ses propres représentants : 12 pour les Mélano-Fidjiens, 12 pour les Indo-Fidjiens et 3 pour les électeurs généraux, autrement dit les autres ethnies (Européens pour l’essentiel).
- les 25 autres membres étaient quant à eux élus dans un scrutin national au suffrage universel. Parmi ces 25 sièges 10 étaient réservés à des Mélano-Fidjiens, 10 à des Indo-Fidjiens et 5 à des membres généraux[21].

Enfin l’exécutif était à la charge du Cabinet composé du Premier ministre et de son gouvernement. Celui-ci était nommé par le gouverneur général sur proposition de la Chambre des représentants devant laquelle il était responsable.

#### Les élections générales de 1972
C’est dans un climat apaisé que se déroula la campagne électorale des premières élections générales depuis l’indépendance. Les meetings de chacun des deux grands partis avaient lieu face un auditoire multiethnique, ceux de l’Alliance Party débutant généralement par le salut traditionnel indien alors que les discours des dirigeants du NFP évoquaient en termes élogieux l’importance de la tradition taukei (fidjienne).
Ces élections de 1972 virent l’Alliance remporter une large victoire, grâce en particulier aux 24 % d’Indo-Fidjiens ayant voté pour ses candidats.
| Partis                    | Scrutin communautaire                        | Scrutin national                                       | Total     |
| ------------------------- | -------------------------------------------- | ------------------------------------------------------ | --------- |
| Alliance Party            | 15 sièges (12 fidjiens + 3 membres généraux) | 18 sièges (7 fidjiens+ 7 indiens + 4 membres généraux) | 33 sièges |
| National Federation Party | 12 sièges (12 indiens)                       | 7 sièges (3 indiens + 3 fidjiens + 1 membre général)   | 19 sièges |

Au lendemain des élections, Mara fut confirmé à son poste de Premier ministre.
Côté indo-fidjiens, cette défaite du NFP fut imputée à son chef Sidiq Koya qu’un certain nombre de membres de son propre parti commencèrent à critiquer ouvertement, lui reprochant entre autres d’être un yes man (trop servile, litt. « Oui M'sieur ») trop conciliant envers Mara. Parmi ceux-ci, citons Karam Chand Ramrakha, Irene Jai Narayan ou Jai Ram Reddy. À ce désaccord politique s’ajoutait une rivalité religieuse, Koya étant musulman, les trois autres hindous.
Du côté de l’Alliance Party, des dissensions se firent également sentir, en particulier de la part d’un chef coutumier de Rewa, Sakeasi Butadroka. Élu au scrutin communautaire de 1972 et ministre de l’Industrie, il critiquait la politique selon lui trop consensuelle de Mara envers le National Federation Party et les indo-fidjiens. En 1974, il quitta le gouvernement pour fonder son propre parti, le Fijian National Party (FNP) avec pour slogan "Fiji for the Fijians".
Ces oppositions croissantes au sein des deux grands partis devaient aboutir à la radicalisation de leurs dirigeants respectifs et mettre un terme à leur « lune de miel » qui durait depuis l’indépendance. En 1975 à la demande du NFP, une commission indépendante composée de constitutionnalistes britanniques rendit un rapport dans lequel elle proposait de libérer les sièges du scrutin national de toute contrainte ethnique. Mara s’y opposa fermement. La même année Butadroka déposa à la chambre des représentants un projet de loi proposant le rapatriement immédiat de tous les indo-fidjiens vers leur pays d’origine, le prix du voyage et les dédommagements devant être à la charge du gouvernement britannique. Si Mara s’opposa au projet de loi, il semble que ce fut lui qui poussa en coulisse Butadroka à la proposer. Par ce double jeu, Mara, en fin stratège politique, espérait que ces propositions extrémistes et cette rhétorique anti-indienne discréditent définitivement Butadroka. La presse proche de l’Alliance Party ne manqua du reste pas au lendemain de la présentation du projet de loi de qualifier ce dernier « stupide et raciste ».

### 1977-1987: le temps des premières tensions

#### Les élections de 1977 et la première crise constitutionnelle
Si 24 % des indo-fidjiens avaient voté pour l’Alliance Party au scrutin national des élections de 1972, ce chiffre tomba à 16 % à celles de 1977, nombre d’entre eux reprochant à Mara de n’avoir pas souscrit aux recommandations de la Commission britannique. À cela s’ajouta une percée du Parti nationaliste fidjien qui obtint deux sièges contre 24 pour le Parti de l'Alliance et 26 pour PNF de Sidiq Koya. Bien que sa majorité fut faible, ce dernier devait normalement et selon la Constitution être appelé par le gouverneur général à former un gouvernement. Koya proposa alors à Mara de négocier la mise en place d’un gouvernement de coalition. Mara feignit d’accepter la négociation mettant au point dans le même temps avec son cousin George Cakobau, le gouverneur général, une tactique pour empêcher le PNF d’arriver aux affaires. Après quelques jours quelque peu confus, Cakobau nomma Mara Premier ministre qui, sachant pertinemment qu’il ne pouvait gouverner sans majorité à la Chambre des représentants, demanda immédiatement à Cakobau de dissoudre l’assemblée comme le lui permettait la Constitution. Les électeurs furent ainsi de nouveau appelés à voter en septembre 1977. Pour ces élections, le PNF se présenta divisé avec d’un côté les partisans de Sidiq Koya et de l’autre la « faction hibiscus » que venaient de créer Karam Chand Ramrakha, Irene Jai Narayan et Jai Ram Reddy qui dénonçaient la naïveté politique de Koya. Miné par ces divisions le NFP n’obtint que 15 sièges dont 12 occupés par des partisans de la faction hibiscus. Le Parti de l'Alliance et Mara qui axèrent leur campagne sur le thème de l’union en se présentant comme les seuls garants de la stabilité politique du pays obtinrent une large victoire avec 36 sièges auxquels s’ajoutait 1 siège pour le Parti nationaliste fidjien de Butadroka.

#### Les élections générales de 1982
Pour ces élections, un nouveau parti fit son entrée dans l’arène politique fidjienne. Il s’agissait du « Western United Front » (WUF) dont le chef Ratu Osea Gavidi, représentait les intérêts des petits propriétaires terriens de la côte ouest de Viti Levu. Opposés à l’omnipotence et le rôle influent du Grand Conseil des chefs sur la vie politique, la tradition constituait selon ses membres essentiellement mélano-fidjiens un frein au développement économique de l’archipel. Pour ces élections le WUF fit alliance avec le PNF avec pour slogan commun, « it’s time for change » (« il est temps de changer »).
Les élections donnèrent pour résultat une courte victoire du Parti de l'Alliance avec 28 sièges contre 24 pour la coalition NFP/WUF et aucun pour FNP de Butadroka. Cette victoire de l’Alliance Party fut en partie due au vote d’une majorité d’Indo-fidjiens de confession musulmane qui n’avaient qu’une confiance modérée en Reddy et le recul du FNP. L’alliance NFP/WUF dénonça au lendemain des résultats des fraudes électorales et l’aide financière qu’aurait reçue l’Alliance Party de la part du gouvernement australien.
À la suite de cette défaite Koya se retira de la vie politique. Lui succéda à la tête du NFP, Jai Ram Reddy

#### La création du Parti travailliste fidjien et l’espoir d’une société plurielle
Le milieu des années 80 vit l’émergence d’un tout nouveau parti le Parti travailliste fidjien. Opposé à tout ostracisme et composé de membres appartenant à toutes les ethnies de l’archipel, ce parti devait bouleverser la vie politique fidjienne.
Sa création coïncida avec la multiplication de conflits sociaux dans les années 1983-1984 : grève des enseignants, des dockers… Ces conflits s’expliquent en grande partie par les difficultés économiques que rencontra alors Fidji (augmentation du chômage liée aux contrecoups du choc pétrolier de 1979 sur la fréquentation touristique, graves dégâts causées par le cyclone de 1984…). S’inspirant de la politique monétariste de l’Amérique reaganienne des années 1980, Mara répondit à ces difficultés par un plan d’austérité et une dérèglementation de l’économie. Parallèlement, il dénonça ces conflits sociaux comme « une manipulation soviétique ». Il tenta également de contrer les syndicats en créant des syndicats concurrents acquis à sa cause. Ce fut un échec, ces derniers ne rencontrant que peu de succès. Bien au contraire, les syndicats dont l’action s’appuyait jusqu’alors sur des revendications essentiellement salariales et sociales, se politisèrent de plus en plus pour finalement fonder en juillet 1985, le Parti travailliste fidjien.
« Alors que la crise s’aggrave chaque jour, les syndicats ont fait de leur mieux pour travailler avec le gouvernement en place pour trouver des solutions équitables. La décision unilatérale de libéraliser les salaires a clairement indiqué que celui-ci ne souhaitait en aucune manière discuter avec les représentants des travailleurs fidjiens. En tant que responsable syndical, j’ai senti que nous devions réagir contre la politique du gouvernement, politique menaçant le bien-être non seulement de nos membres mais de l’ensemble des Fidjiens. Le moment est venu en effet de créer notre propre parti plutôt que de dépendre de la bonne volonté des partis qui ont fait la démonstration qu’ils ne représentaient que leurs intérêts particuliers. (…)Notre but est de proposer une réelle alternative aux partis en place et de créer une force qui réponde aux besoins et aux aspirations des Fidjiens. Notre but est de créer une vraie démocratie dans ce pays, démocratie dont les principes sont bafoués. Enfin, je réitère la volonté du Parti travailliste de faire quelque chose pour les minorités qui ont été trop longtemps négligées. »
Discours de Bavadra lors de son investiture à la présidence du parti en juillet 1985.
Le programme du PLF s’appuyait sur une plateforme nettement de gauche, avec pour projet la nationalisation des industries vitales du pays, un salaire minimum… auxquels s’ajoutait une volonté de dépasser les clivages ethniques et fonder une conscience de classe multiethnique. C’est ainsi que si son président Timocy Bavadra était mélanésien, son secrétaire général Krishna Datt était quant à lui d’origine indienne.

### 1987-1999: la fin du mythe de laPacific Way

#### Les élections générales d’avril 1987 et les coups d’État du 14 mai et 25 septembre
Pour des articles plus généraux, voir Élections législatives fidjiennes de 1987 et Gouvernement Bavadra.
Peu avant les élections, le Parti travailliste trouva un accord d’alliance avec le National Federation Party miné depuis 1984 par des divisions internes qui virent la démission de Reddy puis le retour de Sidiq Koya avant que finalement un certain Harish Sharma prennent la tête du parti en 1985. L’accord entre les deux partis reposait sur l’acceptation par le National Federation Party qu’un mélanésien, à savoir Timoci Bavadra, prenne la tête de la coalition en échange de quoi le parti travailliste acceptait de mettre en sourdine son programme économique. Il prévoyait également qu’en cas de victoire, le nouveau cabinet comprit autant de ministres d’origine indienne que mélanésienne.
La campagne électorale se déroula dans un climat tendu. Mara concentra ses critiques sur Bavadra à qui il reprocha d’être « vendu aux Indiens et de trahir son propre camp ». Les élections eurent lieu début avril. La coalition FLP/NFP remporta 28 sièges contre 24 pour l’alliance. Quant au WUF qui avait fait alliance avec certains dissidents du NFP, de même que les nationalistes de Butadroka n’obtinrent aucun siège.
Ce fut une onde de choc dans tout le pays. Après près de 20 ans de règne sans partage, l’Alliance Party de Mara était en passe de perdre le pouvoir. Mara reconnut publiquement sa défaite le 13 avril tandis que Bavadra était appelé à former le nouveau gouvernement. Sharma devint vice-Premier ministre tandis qu’un certain nombre d’Indiens obtenaient des ministères clés. Autre nouveauté, Bavadra qui n’était pas un chef coutumier obtenait en vertu de la constitution, la présidence du Conseil de chefs.
Quelques jours après la nomination de Bavadra, certains de ces chefs coutumiers dont Butadroka ainsi que le numéro deux de l’Alliance Party Apisai Tora se réunirent pour fonder un mouvement plus ou moins clandestin le « Taukei Movement » dont l’objectif était de renverser le gouvernement. Lors d’un entretien donné au Times de Londres Tora déclara ainsi « Nous allons retrouver nos droits vendus à Londres en 1970. Nous n'avons aucun besoin de votre système, votre démocratie. Nous n'accepterons jamais que l'on nous impose un pouvoir étranger. Les Indiens nous ont déjà écartés du pouvoir économique. Aujourd'hui nous voulons Fidji pour les Fidjiens. Nous avons accueilli ces indiens que les Britanniques nous ont imposés. Nous les avons laissés vivre en paix, se faire de l'argent sur le dos de notre générosité. Il n'y a jamais eu d'actes de réciprocité. Ils ne connaissent pas notre langue, nos coutumes. Il est temps pour eux de faire leur bagage et de partir »
Le 23 avril, Tora lança un appel à la désobéissance civile alors que des manifestations étaient organisées dans les principales villes du pays. Les routes furent bloquées, des commerces indiens pillés, les maisons des principaux dirigeants du NFP brûlées… Bavadra fit arrêter Tora, accusant parallèlement la CIA et les services secrets australiens d’être derrière les agitateurs. Pendant ce temps Kamisese Mara se fit des plus discrets. Il se rendit même à Hawai'i début mai pour dit-il « visiter quelques amis ».
Ce fut finalement l’armée qui à l’instigation du Conseil des chefs et du Taukei Movement décida d’intervenir. Le 14 mai au matin, une escouade de 10 soldats dirigée par un jeune lieutenant apparenté à la chefferie Bau, Sitiveni Rabuka, prit d’assaut le Parlement. Dans le même temps d’autres soldats s’emparaient des ministères principaux et du principal central téléphonique de l’île. À 15 heures sans qu’un seul coup de feu fût tiré, l’affaire était terminée. Rabuka qui s’autoproclama immédiatement Colonel fit une conférence de presse dans laquelle il annonça avoir pris le contrôle du gouvernement et la suspension de la constitution.
Dès le lendemain, la communauté internationale condamna officiellement le coup de force, le gouvernement conservateur de Margaret Thatcher refusant de reconnaître le nouveau gouvernement. Les Fidji faisant partie du Commonwealth et le chef de l’État étant officiellement la reine Élisabeth se posait en effet le problème légal. La Cour suprême fidjienne déclara ainsi le coup d’État illégal et anticonstitutionnel. Des négociations s’ouvrirent entre celle-ci et le gouverneur général, Ratu Sir Penaia Ganilau qui le 23 septembre proposa le renvoi de Rabuka et la formation d’un gouvernement d’unité nationale comprenant également des Indo-Fidjiens. Mais le 25 septembre, Rabuka craignant de perdre les bénéfices du premier coup d’État annonça non plus la suspension de la constitution de 1970 mais son abrogation définitive et proclama la République.

#### La république des Fidji (1987-1999)
En décembre 1987, les Fidji reviennent à un semblant de normalisation avec la formation d’un gouvernement civil. Mara qui avait fini par se rallier aux putschistes en prit la tête alors que Rabuka conservait les portefeuilles de la Défense et de l'Intérieur. Ce n’est qu’en 1990 qu’une nouvelle Constitution fut finalement adoptée venant institutionnaliser la domination politique des Mélano-Fidjiens sur les autres communautés.
Devenu une république, le chef de l’État était désormais un président nommé et issu du Grand Conseil des chefs pour une période de cinq années. Le premier président fidjien fut le précédent gouverneur général, Ratu Sir Penaia Ganilau. Le Sénat fut élargi à 32 membres avec un nouveau mode de désignation puisque désormais 24 des sénateurs étaient nommés par le Conseil des chefs, 9 par le président de la République et 1 par le conseil des chefs de Rotuma. Quant à la chambre des Représentants, elle se composait désormais de 70 sièges dont 37 étaient réservés à des Mélano-Fidjiens, 27 à des indiens et 5 à des Membres généraux et 1 pour Rotuma tous élus au scrutin communautaire, le scrutin national étant aboli.
Les premières élections générales dans le cadre de ces nouvelles institutions eurent en 1992. Rabuka créa pour celles-ci un tout nouveau parti le Soqosoqo ni Vakavulewa ni Taukei ou SVL venant remplacer l'Alliance Party qui avait décidé au lendemain des coups d’État de 1987 de s’auto-dissoudre. Le parti travailliste était quant à lui désormais dirigé par un indien, Mahendra Chaudhry. Il avait succédé à ce poste en 1991 à  Kuini Speed, la veuve de Timocy Bavadra qui s’était éteint de mort naturelle en 1989.
C’est sans surprise que le  SVL remporta une large victoire, avec 32 des 37 sièges réservés aux Mélano-Fidjiens plus celui de Rotuma, les 5 autres allant aux nationalistes de Butadroka. Les 27 sièges réservés au indo-fidjiens se répartirent en le National Federation Party qui en obtint 14 et les travaillistes 13. Enfin les 5 sièges des membres généraux revinrent aux "General Voters Party".
Rabuka fut appelé à former le nouveau gouvernement tandis que Mara était nommé président de la République.
En 1994, la Chambre des représentants fut dissoute et les électeurs de nouveau appelés à voter. Cette dissolution fit suite à des oppositions internes au sein du SVL et plus particulièrement du Ministre des Finances de gouvernement Rabuka, Josefata Kamikamica. Il décida peu avant les élections de fonder son propre parti le "Fijian Association Party" (FAP) que rejoignit la veuve de Bavadra, Kuini Speed. Le FAP était favorable à un retour à plus de représentativité de la communauté indienne. Il faut dire qu’un grand nombre d’Indiens, souvent les plus riches, s’était exilé après les coups d’État de 1987 soit en Australie soit en Inde et désormais les Mélanésiens étaient de nouveau majoritaires dans le pays. Parallèlement Fidji connaissait une forte récession due au départ de ces mêmes Indiens qui bien souvent détenaient les rênes de l’économie locale, mais également à la fuite des capitaux étrangers, l’archipel souffrant d’une réputation d’État ségrégationniste et instable.
Ces élections n’apportèrent que peu de changements par rapport à celles de 1992. Le SVL remporta 33 sièges, le FAP cinq sièges, le "General Voters Party" également cinq sièges, le NFP, 20 sièges et les travaillistes seulement sept sièges soit une perte de six par rapport à 1992. Quant aux nationalistes de Butadroka, qui avaient de nouveau axé leur campagne sur le rapatriement de tous les Indiens, ils perdirent les 5 sièges remportés en 1992.
Rabuka fut confirmé à son poste de Premier ministre promettant de réformer la Constitution.
En 1995, Kamisese Mara toujours président de la République créa une Commission constitutionnelle composée de trois membres : un Mélano-Fidjien membre de l’ancien Alliance Party, Tomasi Vakatora, un universitaire Indo-fidjien, Brij Lal ; l’ancien gouverneur général britannique en Nouvelle-Zélande et évêque anglican, Paul Reeves.
Ils émirent un certain nombre de recommandations qui aboutirent à la réforme constitutionnelle de 1997. Par cette réforme, les Fidji reviennent à un système de double scrutin pour les élections de la Chambre des représentants. Désormais sur 71 de ses membres, 46 étaient élus au scrutin communautaire (23 sièges étant réservés à des Mélano-Fidjiens, 19 à des Indo-fidjiens, 3 à des membres généraux et 1 pour Rotuma). Les 25 autres membres étaient élus quant à eux au suffrage universel sans aucune restriction quelconque en ce qui concerne l’appartenance ethnique et ce contrairement à l’ancien scrutin national institué par la Constitution de 1970.

### 1999-2006: d’un coup d’État à l’autre

#### Le gouvernement Chaudhry et le coup d’État de mai 2000
En mai 1999, les élections législatives qui suivirent cette réforme portèrent pour la première fois de son histoire, un Indo-Fidjien à la tête du gouvernement en la personne de Mahendra Chaudhry. Ce gouvernement fut de courte durée puisqu’un an plus tard, en mai 2000, il fut renversé par un coup d’État mené par George Speight. L’armée dirigée par Frank Bainimarama imposa alors la loi martiale et, malgré des tentatives de mutineries, rétablit l’ordre. George Speight fut arrêté et condamné.

#### Le gouvernement Qarase et le coup d’État de décembre 2006
En juillet 2000, Laisenia Qarase fut nommé Premier ministre par intérim. En octobre 2000, son gouvernement fut déclaré inconstitutionnel par la cour d’appel du pays. Cependant, il fut légalement élu comme Premier ministre en 2001 puis en 2006, après les élections législatives qui se tinrent du 6 au 13 mai.
Qarase se montra inflexible en refusant toute idée d’alliance avec Mahendra Chaudhry, malgré la Constitution qui stipule l'obligation d'intégrer au gouvernement des membres de l'opposition.
Le 5 décembre 2006, à 6 h 00 GMT, le gouvernement est renversé par l’armée toujours dirigée par Frank Bainimarama. En janvier 2007, ce dernier se fait attribuer le poste de Premier ministre par le président Iloilo, et dirige un gouvernement de transition composé de civils (à la seule exception de Bainimarama lui-même), dont l'ancien Premier ministre Mahendra Chaudhry, qui occupe le poste de ministre des Finances. L'équipe de Bainimarama gouverne sans Parlement.
Des élections libres et démocratiques sont promises pour "début 2009", à la suite de la préparation d'une « Charte du Peuple » (People's Charter), qui devra « rebâtir Fidji et en faire une nation libre de clivages raciaux, […] unie, bien gouvernée et réellement démocratique », d'après le gouvernement Bainimarama.
Bainimarama affirme avoir renversé Qarase car celui-ci menait les Fidji « sur le chemin de la destruction ». Bainimarama reprochait au Premier ministre, de tendance nationaliste indigène, ses politiques de « discrimination positive » au bénéfice des indigènes - qui, aux yeux de Bainimarama (lui-même indigène), exacerbaient les tensions interethniques. En 2001, Qarase avait déclaré devant le Grand Conseil des Chefs qu'il était nécessaire de « garantir la suprématie des intérêts des indigènes », souvent défavorisés sur le plan économique. Le gouvernement de Bainimarama, à l'inverse, déclare son intention de résoudre les tensions intercommunautaires en évitant toute politique économique fondée sur la différentiation ethnique, et en abolissant les listes électorales communautaires, pour les remplacer par des listes sans distinction ethnique entre les citoyens.
Les Fidji demeurent alors suspendues du Commonwealth, et les membres du gouvernement et de l'armée ont été frappés de sanctions par certains pays, notamment la Nouvelle-Zélande. Les pays voisins maintiennent une pression continue pour exiger un retour rapide à la démocratie.

### Depuis 2014: retour à la démocratie et promotion de l'harmonie inter-ethnique
Tant promise et tant annoncée par le nouveau gouvernement de Frank Bainimarama, la nouvelle Constitution des Fidji est présentée le 23 août 2013. Les Fidjiens ont jusqu'au 6 septembre 2013 pour apporter leurs commentaires.
Abolissant le principe de séparation ethnique qui prévalait - et donnait une importance aux Fidjiens d'origine mélanésienne au détriment des Fidjiens d'origine indienne - cette nouvelle constitution réduit le nombre de députés élus (50 au lieu des 71 actuels). Toutefois, malgré la transparence annoncée et la confirmation de certains droits, cette nouvelle Constitution suscite des réserves et des critiques,,.
Au 9 septembre 2013, le président de la République donne son aval à cette constitution, qui doit donner lieu le 17 septembre 2014 aux premières élections depuis le putsch de 2006.
À l'issue des élections législatives de 2014 remportées par son parti Fidji d'abord, Frank Bainimarama est élu Premier ministre de l'archipel par les députés,,. Avec l'appui de son influent vice-Premier ministre Aiyaz Sayed-Khaiyum, il promeut le multiculturalisme et l'unité de la nation dans sa diversité, légifère pour que le mot « fidjien » dénote tous les citoyens du pays et non plus uniquement les autochtones, abroge le Grand Conseil des chefs et bénéficie d'un fort soutien électoral de la part des Indo-Fidjiens ainsi que d'une partie de la population autochtone,. Il met en place une politique étrangère active et ambitieuse pour les Fidji,, et se voit décerner le titre de champion de la Terre par le Programme des Nations unies pour l'environnement pour son activisme international sur les enjeux du réchauffement climatique. Dans le même temps, toutefois, il fait preuve d'autoritarisme et restreint la liberté d'expression et notamment la liberté de la presse.
Son gouvernement remporte de justesse les élections législatives de 2018 mais est battu de peu aux élections législatives de 2022. Celles-ci aboutissent à la formation d'un gouvernement de coalition tripartite mené par l'ancien putschiste Sitiveni Rabuka, tandis que le parti Fidji d'abord est relégué sur les bancs de l'opposition parlementaire et que Frank Bainimarama démissionne de la vie politique. Le gouvernement Rabuka poursuit la politique de promotion de l'harmonie et de l'unité du pays dans le respect de sa diversité culturelle. Le 14 mai 2023, commémorant l'arrivée aux Fidji des premiers travailleurs indiens sous statut d’indenture en 1879 par l'instauration d'un jour férié, Sitiveni Rabuka demande pardon aux Indo-Fidjiens pour avoir mené les coups d'État de 1987. Par la même occasion, l'Église méthodiste des Fidji demande pardon pour avoir soutenu les coups d'État anti-indiens de 1987 et de l'an 2000. Les trois plus hauts chefs autochtones coutumiers du pays, Ro Teimumu Kepa, Ratu Epenisa Cakobau et Ratu Naiqama Lalabalavu, demandent également pardon. Invité à une cérémonie de réconciliation, Mahendra Chaudhry, Premier ministre du gouvernement travailliste renversé en 2000, accepte les excuses offertes, rappelle les souffrances endurées par les citoyens d'ascendance indienne lors des violences qui ont accompagné ces coups d'État, et demande que le processus de réconciliation se poursuive avec des « mesures concrètes » pour prémunir la société fidjienne de violences racistes similaires à l'avenir,,.